# Font de Baix (Algerri)
Font de Baix és una font historicista d'Algerri (Noguera) protegida com a bé cultural d'interès local.

## Descripció
La font és a la part baixa del poble, en un punt on recull l'aigua del tossal de la Font. Està formada per un mur de carreus de pedra en el qual es distingeixen dos nivells separats per una cornisa. El coronament, arrodonit, conté un rellotge de sol i a ambdós costats hi ha unes pilastres. Aquesta estructura compositiva recorda la façana de l'església d'Algerri, d'estil barroc i datada a inicis del segle xviii. L'aigua brolla a través de dos sortidors. No s'han conservat, però, les antigues piquetes, ni la canalització que recollia l'aigua del safareig i que servia per regar els horts.
No hi ha documents que parlin sobre aquesta font però per l'estil que té podria datar-se cap a mitjan segle xviii.